# Prosopocera lineatopunctata
Prosopocera lineatopunctata là một loài bọ cánh cứng trong họ Cerambycidae.